# جو ويلفرد تسونغا
جو ويلفرد تسونغا (بالفرنسية: Jo-Wilfried Tsonga)‏ (مواليد 17 إبريل 1985)، لاعب فرنسي محترف لكرة المضرب. أعلى تصنيف له في منافسات الفردي كان المركز الـ 5 في سنة 2012. شارك في دورة الألعاب الأولمبية الصيفية.
لم يحالفه الحظ في بطولة أستراليا المفتوحة سنة 2007 عندما واجه اللاعب الأمريكي أندي روديك، ولكن تغيرت الأوضاع في عام 2008 من نفس البطولة (أستراليا المفتوحة)، لم يكتف تسونغا بالأدوار الأولى ولكنه قد وصل للنهائي بعد أن تغلب في مشواره الصعب على كلٍ من، ميكائيل يوزني وأندي موراي وريشارد جاسكيه ورفائيل نادال، ولكنه قد هزم من اللاعب الصربي نوفاك ديكوفيتش ليظفر الأخير بأول بطولة كبرى له، ويكتفي تسونغا بالمركز الثاني.

## الميداليات
| الميدالية | المسابقة                       |
| --------- | ------------------------------ |
| فضية      | الألعاب الأولمبية الصيفية 2012 |

## وصلات خارجية
- الموقع الرسمي

## روابط خارجية
- جو ويلفرد تسونجا على موقع IMDb (الإنجليزية)

- جو ويلفرد تسونجا على موقع رابطة محترفي التنس (الإنجليزية)
- جو ويلفرد تسونجا على موقع الاتحاد الدولي لكرة المضرب (الإنجليزية)
- جو ويلفرد تسونجا على موقع كأس ديفيز (الإنجليزية)
- جو ويلفرد تسونجا على موقع بطولة ويمبلدون (الإنجليزية)
- جو ويلفرد تسونجا على موقع إي إس بي إن.كوم (الإنجليزية)
- جو ويلفرد تسونجا على موقع اللجنة الأولمبية الدولية (الإنجليزية)
- جو ويلفرد تسونجا على موقع أوليمبيديا (الإنجليزية)
- جو ويلفرد تسونجا على موقع اللجنة الأولمبية الفرنسية (مؤرشف) (الفرنسية)
- جو ويلفرد تسونجا على موقع AS.com (الإسبانية)